# Holmos (Frígia)
|  | Per a altres significats, vegeu «Holmos». |

Holmos (en llatí Holmi, en grec antic Ὅλμοι) era una ciutat de Frígia a la via entre Apamea i Iconi a l'entrada del pas del Taure.
Aquesta ciutat la menciona Estrabó És probablement la mateixa ciutat que després es convertí en la fortalesa de Miriocèfalon, per la que va passar l'emperador Manuel I Comnè el 1172 abans de la batalla d'Iconi.